# Hallucigenia
Hallucigenia és un fòssil problemàtic quant a la seva filogènia, amb unes dimensions aproximades de 3 centímetres de longitud. Se n'han trobat exemplars al prolífic jaciment dels esquists de Burgess, al sud-oest del Canadà, i a la Xina. A causa de la seva estranya morfologia (algunes potes acabades en urpes, d'altres no i espines), els paleontòlegs no donaven crèdit al que veien. El seu nom, Hallucigenia, que significa «irreal», va ser atorgat per Simon Conway Morris; no obstant això, el primer nom l'hi va donar Walcott, i fou Canadia sparsa. Aleshores es va considerar aquest animal un poliquet. Amb el temps, aquesta classificació ha perdut força, i ara sembla més assentada la idea que en realitat pertanyia al llinatge dels onicòfors.